# Teodoro de Faria
Teodoro de Faria (* 24. August 1930 in Boliqueime, Madeira) ist ein römisch-katholischer Bischof. Von 1982 bis 2007 war er Bischof von Funchal.
Seine Weihe zum Priester empfing er am 22. September 1956 in der Diözese Funchal. Nach seelsorgerischer Tätigkeit wurde er am 10. März 1982 zum Bischof von Funchal ernannt und am 16. Mai 1982 durch Maximilien de Fürstenberg ordiniert. Farias Episkopat wurde von Fällen sexuellen Missbrauchs und einem Mordfall geprägt.
In den 1990er Jahren geriet er in die Kritik, da er den 1994 rechtskräftig wegen Mordes und  sexuellen Missbrauchs verurteilten, in seinem Bistum tätigen Engelwerk-Priester Frederico Cunha ORC öffentlich in Schutz genommen hatte. Bei dieser Gelegenheit griff er die Juden verbal an. Der Bischof wurde 1994 wegen Druckausübung auf die Justiz verurteilt. Cunha flüchtete 1998 aus dem Gefängnis und blieb noch mindestens bis Februar 2016 im Personalstand des Bistums Funchal. Erst zehn Jahre nach dem Mord räumte Faria ein, dass ihm Cunhas pädophile Praktiken bekannt gewesen waren. Cunhas Schuld an der Ermordung Luís Miguel Correias bestritt er noch im Jahr 2020.
Der 2005 und 2007 pädokrimineller Handlungen beschuldigte und von Faria lediglich in neue Pfarreien versetzte, aber wie Cunha nicht amtsenthobene Diözesanpriester Anastácio Alves, dessen Fall nie aufgeklärt wurde, verschwand im Jahr 2018 spurlos.
2006 bat Faria Papst Benedikt XVI. aus Altersgründen um seine Entpflichtung, die zum 8. März 2007 erfolgte. Am 6. Juni 2008 wurde Faria zum Großkomtur des 1960 vom damaligen Staatspräsidenten im „Estado Novo“, Américo Tomás, gestifteten Ordens des Infanten Dom Henrique erhoben.